# Cervonîi Șleah, Nijîn
Cervonîi Șleah (în ucraineană Червоний Шлях) este un sat în comuna Peremoha din raionul Nijîn, regiunea Cernihiv, Ucraina.

## Demografie
Componența lingvistică a localității Cervonîi Șleah
     Ucraineană (97,53%)
     Rusă (2,47%)
Conform recensământului din 2001, majoritatea populației localității Cervonîi Șleah era vorbitoare de ucraineană (97,53%), existând în minoritate și vorbitori de rusă (2,47%).